# Elateriopsis
Elateriopsis là một chi thực vật có hoa trong họ Cucurbitaceae.

## Loài
Chi Elateriopsis gồm các loài: